# Bogusław Paszek
Bogusław Paszek (ur. 21 lutego 1929 w Zdunach, zm. 11 lipca 1983) – polski działacz partyjny, ambasador w Iranie (1973–1976). 

## Życiorys
Urodził się w rodzinie robotniczej. Ukończył studia ekonomiczne w zakresie handlu zagranicznego. Pracę zawodową rozpoczął w 1948. Zatrudniony m.in. w Ministerstwie Handlu Zagranicznego. W latach 1963–1969 pracował w aparacie Polskiej Zjednoczonej Partii Robotniczej. W 1969 został dyrektorem Departamentu Kadr w Ministerstwie Spraw Zagranicznych. W latach 1973–1976 pełnił funkcję ambasadora w Iranie, akredytowanego także w Afganistanie. Następnie był dyrektorem Biura ds. Socjalnych MSZ (ok. 1981).
Pochowany na Cmentarzu Komunalnym Północnym w Warszawie.

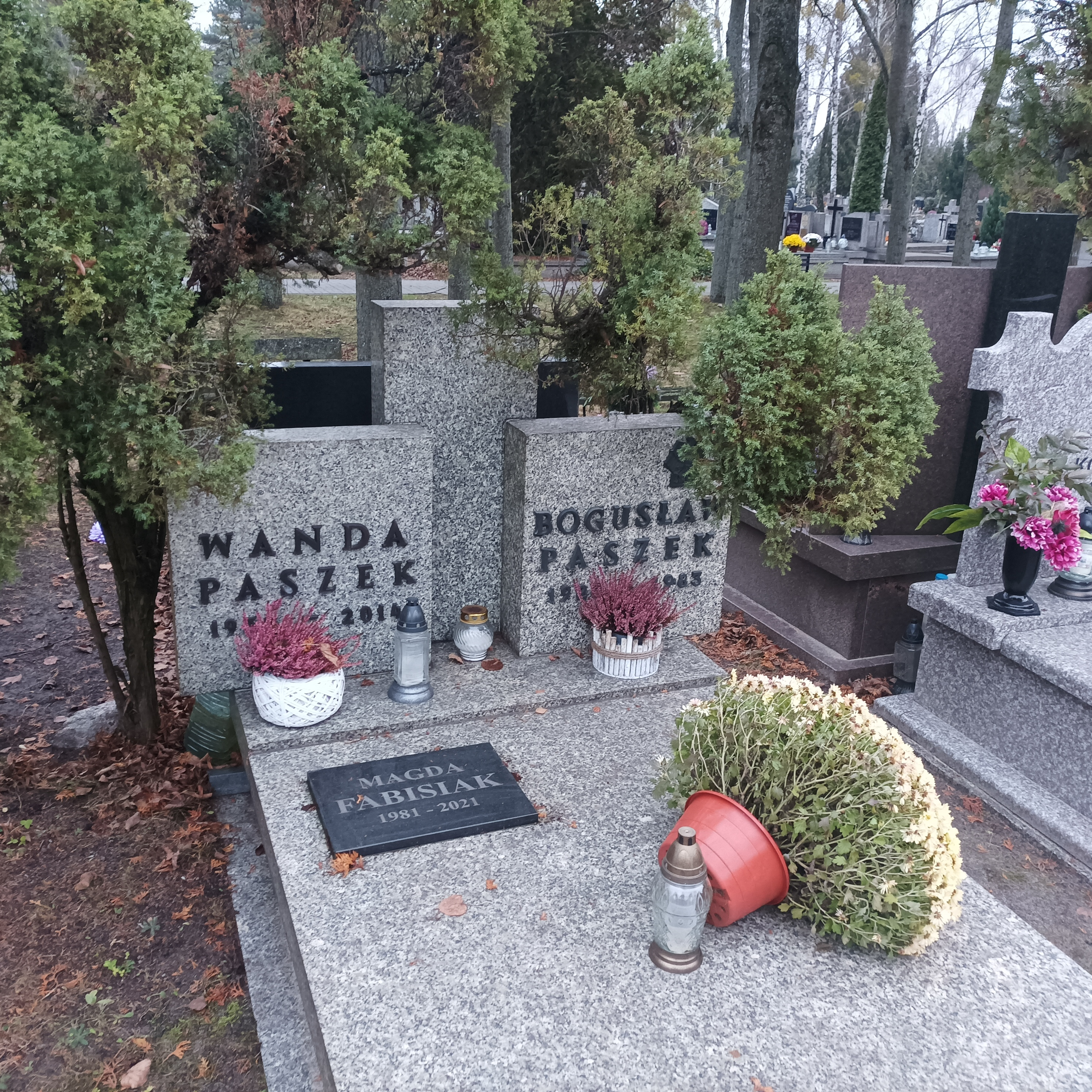
Grób Bogusława Paszka na Cmentarzu Komunalnym Północnym w Warszawie